# Zele absentus
Zele absentus är en stekelart som beskrevs av Sharma 1985. Zele absentus ingår i släktet Zele och familjen bracksteklar. Inga underarter finns listade i Catalogue of Life.